# Райчева, Кира Георгиевна
Кира Георгиевна Райчева (при рождении Андрейчина; 14 апреля 1934 — 2 июня 2007) — болгарский учёный-лингвист, лингвострановед, многолетняя преподавательница и доцент Софийского университета. Главный автор русско-болгарского фразеологического словаря. В 1983 году награждена орденом Кирилла и Мефодия.

## Биография
Родилась 14 апреля 1934 года в семье советского политического деятеля троцкизма, болгарина Георгия Ильковича Андрейчина и его жены, немки Ильзы Карловны Рихтер. Впоследствии вышла замуж за болгарского журналиста и социолога Венцеля Райчева. Мать Андрея и Владимира Райчевых.
В 1956 году окончила отделение русского языка и литературы филологического факультета Софийского университета, где затем работала до 1988 года
В 1972-1976 годах заочно училась в Москве в аспирантуре Института русского языка им. А. С. Пушкина, где в 1977 г. защитила кандидатскую диссертацию. 

## Научная деятельность
Область ее научных интересов — фразеология, паремиология, лингвострановедение. Кира Андрейчина — член общества русистов Болгарии, в 1983 г. награждена орденом Кирилла и Мефодия. 
К. Г. Райчева придерживалась континической теории языка В. Г. Костомарова и Е. М. Верещагина, по которой элементы языка являются носителями культурно значимой внеязыковой информации.